# Garbahaarreey
Garbahaarey o Garbahaarreey (també Garbaharey) és una ciutat de Somàlia, capital de la regió de Gedo, situada en posició central a la regió, a l'est del riu Juba i a l'est (130 km) de la frontera de Kenya. La ciutat disposa d'un aeroport (Codi IATA: GBM) situat al sud-oest de la ciutat.
La ciutat fou escollida pel general Siad Barre, antic president de Somàlia, com a lloc de naixement, per poder ingressar a la policia colonial italiana (Zaptie) on no haguera pogut entrar per haver nascut a l'Ogaden (Etiòpia). Després de la seva mort a Nigèria hi fou enterrat el 1995. La ciutat es troba al peu de la serralada de Gogol.
La població, de majoria marehan, és estimada en 43000 habitants i no augmenta com a altres llocs de la regió per la manca d'activitat agrícola i perquè Beled Hawo, més propera a la frontera, permet portar als fills a les escoles de Kenya. Tot i així la població s'ha doblat entre 1991 i 2007.
La regió fou seu de la milícia del Front Nacional Somali, fidel a Barre, però progressivament se'n va allunyar. El 2001 fou ocupada per una facció amb ajut etíop. i el 2004 va allotjar la conferència de pau de la regió que va establir un model democràtic per a la regió de Gedo.